# Crisol de hombres
Crisol de hombres es una película en blanco y negro de Argentina dirigida por Arturo Gemmiti según el guion de Abel Santa Cruz sobre el argumento de Domingo Riera y Roberto Tálice que se estrenó el 25 de marzo de 1954 y que tuvo como protagonistas a Pedro Maratea, Guillermo Pedemonte, Roberto Durán y Fernando Siro.

## Sinopsis
La vida de los conscriptos en un cuartel.

## Reparto
- Pedro Maratea
- Guillermo Pedemonte
- Roberto Durán
- Eduardo Otero
- Fernando Siro
- Margarita Linton
- Hilda Rey
- Alberto Anchart
- Milo Quesada
- Eduardo Montemar
- Ernesto Fontán
- Saul Jarlip
- Juan Carrera
- Pablo Cumo
- Alma Vélez
- Edgardo Montesmar
- Maruja Roig
- Liana Moabro
- Rodolfo Zapata

## Comentario
Manrupe y Portela escriben que se trata de una

”Añeja película con el eterno tema del servicio militar y su camaradería.”